# 田大熊
田大熊（1907年11月26日—1997年6月15日）字星采，台灣語言學家。研究前秦哲學、台灣語、及國姓爺（鄭成功）生平事蹟，亦擅長華語，並略懂荷蘭語。

## 生平
田原籍台灣南投中寮鄉。祖父田新榮係前清秀才。田中寮庄公學校畢業後，考進台中州立第一中學校，因成績優異，四年結業（五年制）即保送進入台北高等學校。後入台北帝國大學文政學部文學科東洋文學系，在名教授神田喜一郎門下專攻前秦哲學與南洋語文學。當時台北帝國大學文政學部的台灣人僅三位，包括田大熊、吳守禮及黃得時。田、吳是1933年畢業的同窗，黃是1937年畢業的後輩。
田畢業後經由神田教授引薦，進入台灣總督府圖書館工作，後轉入台灣總督府外事部。終戰前一年曾奉派至廈門任台灣總督府駐福建公使，但因故並未成行。終戰前為躲避戰禍，舉家遷回故里，並任中寮庄副庄長，戰後代表國家接收中寮鄉。
當時南投並未設置中等學校，在鄉里仕紳的倡議下成立南投、草屯、埔里、竹山、集集等五所中學，並敦請田大熊先生就任第一任南投中學校長。田婉拒國立台灣大學聘書，立志從事中等教育，後專任草屯中學教職至退休。

## 外部連結
國立台灣大學中國文學系系史 （页面存档备份，存于）
我與台灣語研究-吳守禮口述 鄭麗玲整理 （页面存档备份，存于）
田大熊請楊雲萍協助「國姓爺之台湾登陸」研究文章投稿之信函（民國68年11月2日） （页面存档备份，存于）